# Ulrich Lang
Ulrich Lang (* 24. Juli 1933 in Sulz am Neckar; † 14. Februar 2018 in Michelbach an der Bilz) war ein deutscher Pädagoge und Politiker (SPD).

## Leben und Beruf
Lang wurde als Sohn eines Pfarrers und Dekans geboren. Nach dem Besuch der Volksschule und dem Abitur am Gymnasium in Heilbronn studierte er von 1953 bis 1958 Evangelische Theologie, Deutsch und Latein an den Universitäten in Tübingen und Hamburg. Er beendete sein Studium 1958 mit dem ersten und 1959 mit dem zweiten Staatsexamen für das höhere Lehramt, trat 1960 in den Stuttgarter Schuldienst ein und wechselte später an eine Heilbronner Schule. In dieser Zeit begann sein Engagement für die Kinderfreizeiten auf dem Heilbronner Gaffenberg. Anschließend war er als Lehrer am Evangelisch-Kirchlichen Aufbaugymnasium in Michelbach an der Bilz tätig, zuletzt als Studiendirektor und stellvertretender Schulleiter.
Seit 1952 war er Mitglied der Studentenverbindung AV Virtembergia Tübingen.

## Partei
Lang trat zunächst in die GVP ein, wechselte später zur SPD und beschäftigte sich vornehmlich mit der Bildungsthematik. Im Mai 1981 wurde er als Nachfolger von Erhard Eppler zum Landesvorsitzenden der SPD Baden-Württemberg gewählt. Im Mai 1987 wurde er in dieser Funktion von Ulrich Maurer abgelöst.

## Abgeordneter
Lang war seit 1968 Ratsmitglied der Gemeinde Michelbach und wurde 1971 in den Kreistag des Kreises Schwäbisch Hall gewählt. Dem Landtag von Baden-Württemberg gehörte er von 1972 bis 1992 an. Hier war er von 1976 bis 1980 zunächst stellvertretender Vorsitzender und von 1980 bis 1988 dann Vorsitzender der SPD-Fraktion. Bei der Landtagswahl 1984 trat er als Spitzenkandidat der SPD gegen Ministerpräsident Lothar Späth an, konnte sich mit der Partei aber nicht durchsetzen. Von 1988 bis 1992 war er erneut stellvertretender Vorsitzender der sozialdemokratischen Landtagsfraktion.